# Cinque settimane in pallone (film)
Cinque settimane in pallone (Five Weeks in a Balloon) è un film di fantascienza/avventura del 1962 diretto da Irwin Allen liberamente ispirato al romanzo omonimo di Jules Verne.

## Trama
Nel 1862 il Professor Fergusson progetta di esplorare l'Africa orientale con Jupiter; una mongolfiera, con gondola a forma di unicorno, dotata di un sistema di sua invenzione in grado di far salire e scendere l'aeromobile senza la perdita di gas o di zavorra.
Dopo un volo dimostrativo, riceve un netto rifiuto di finanziamento da parte della Royal Geographic Society. Quando il professore e il suo assistente Jacques sembrano essere ormai rassegnati, un editore americano si propone di finanziare la sua impresa, a condizione che suo nipote Donald O'Shay, un reporter del suo stesso giornale, prenda parte alla spedizione.
Quando arriva nell'ufficio del Primo Ministro a Zanzibar, il console chiede al professore di usare la sua mongolfiera per raggiungere e rivendicare le aree inesplorate dell'Africa occidentale nei pressi del fiume Volta per conto della Corona, prima che dei mercanti di schiavi avanzino pretese sul territorio. Il professore accetta.
Il console comunica inoltre a Fergusson che i mercanti di schiavi sono a conoscenza dei loro piani e che intendono raggiungere il fiume in sei settimane e decidono quindi di anticiparli cercando di arrivare prima di loro in cinque settimane.
La Regina invia, per accompagnarli, Sir Henry Vining che si proclama "esperto d'Africa".

Nel frattempo O'Shay tenta di liberare una schiava di nome Makia scatenando l'ira degli abitanti locali che costringono il gruppo di esploratori ad una partenza improvvisa. Durante la prima sosta scoprono che Makia si è imbarcata clandestinamente, sostenendo che non voleva lasciare O'Shay.
In una successiva sosta nella città araba di Hezak, O'Shay viene scambiato per il Dio della Luna e l'equipaggio viene invitato a cena nel palazzo del Sultano dove un mercante di schiavi di nome Ahmed, arriva con una donna americana rapita.
Ahmed, indicando la luna piena, convince il Sultano che O'Shay è un impostore. Ne segue una rocambolesca fuga in cui lo stesso Ahmed si trova coinvolto e che lo porta, suo malgrado, a bordo della mongolfiera assieme al resto dell'equipaggio e alla donna americana che si presenta come Susan Gale, una missionaria.
Il pallone continua il suo viaggio e durante una sosta in un'oasi, gli uomini del Sultano arrestano il professore, Vining, Makia e Susan e li portano a Timbuktu dove, considerati infedeli, vengono tutti condannati a morte tranne Makia che viene messa in vendita come schiava. Scampati in modo fortuito all'arresto, O'Shay e Ahmed, grazie ai diamanti che quest'ultimo aveva rubato al Sultano precedentemente, riescono a comprare Makia che rivela i piani dell'esecuzione dei prigionieri e, usando la mongolfiera, salvano il resto della compagnia dalla sommità di una torre. Nella fuga una scimitarra viene lanciata verso il pallone che causa una lenta perdita che tuttavia non ne compromette il volo.
Il giorno seguente raggiungono il fiume Volta ma la scimitarra comincia a strappare la stoffa del pallone. Per cercare di guadagnare quota, cominciano a gettare tutto il possibile fuori bordo. Proprio in quel momento avvistano i mercanti di schiavi che si apprestano ad attraversare il ponte sospeso di corda per piantare la loro bandiera come rivendicazione del territorio sull'altra sponda.
Il capo dei mercanti spara contro il pallone che comincia a sgonfiarsi molto più velocemente.
Fergusson ordina all'equipaggio della mongolfiera di salire sul posto di vedetta e, dopo aver arpionato il ponte con l'ancora, fa sganciare la gondola. Il pallone, salendo repentinamente, rompe il ponte facendo annegare nel fiume la maggior parte dei mercanti il cui capo, tuttavia, riesce a sopravvivere con la bandiera.
Ciò che rimane dell'aeromobile si schianta sulle rocce del fiume ma l'equipaggio riesce a salvarsi nuotando verso la riva. Ahmed rimane sui resti galleggianti della mongolfiera perché non sa nuotare. O'Shay raggiunge Ahmed sulla zattera improvvisata per recuperare la Union Jack e cadono da una cascata. Dopo aver raggiunto la riva O'Shay salta a terra con la bandiera mentre Ahmed uccide il capo dei mercanti lanciandogli nel petto un pugnale, permettendo loro di compiere la missione.

## Riferimenti in altre opere
Quasi in contemporanea a Cinque settimane in pallone, un altro film basato sul racconto di Jules Verne era in produzione: Il tesoro segreto di Cleopatra (Flight of the Lost Balloon, 1961) diretto da Nathan Juran della Woolner Brothers. Sebbene il racconto di Jules Verne fosse già di pubblico dominio, Irwin Allen e la 20th Century Fox esercitarono forti pressioni legali per far rimuovere tutti i riferimenti all'opera di Jules Verne dal film di Nathan Juran. Inoltre gli fu anche vietato di usare il titolo Cleopatra and the Cyclops che cercava di fruttare l'attesa di un altro film in preparazione della 20th Century Fox, Cleopatra che tuttavia fu richiamato nella versione italiana del titolo.
Nel racconto di Jules Verne, la mongolfiera si chiama Victoria mentre nel film di Allen fu rinominata Jupiter. Allen chiamò Jupiter II l'astronave della serie televisiva Lost in Space del 1965.